# Shayna Baszler
 (juin 2021).
Shayna Andrea Baszler (née le 8 août 1980 à Sioux Falls (Dakota du Sud)) est une pratiquante d'arts martiaux mixtes et une catcheuse (lutteuse professionnelle) américaine. Elle travaille actuellement à la World Wrestling Entertainment, dans la division Raw, sous le nom de Shayna Baszler.
D'abord pratiquante d'arts martiaux mixtes, elle s'entraîne auprès de Josh Barnett et Billy Robinson (en). Elle y apprend le jiu-jitsu brésilien et le catch wrestling. Elle commence sa carrière dans des petites fédérations d'art martiaux mixtes américaine. Elle fait un bref passage à la Elite Xtreme Combat (en) entre 2008 et 2009 puis à la Strikeforce. En 2013, elle participe à l'émission The Ultimate Fighter produite par la Ultimate Fighting Championship.
En 2015, elle se lance dans le catch et lutte dans diverses petites fédération aux États-Unis. En 2017, la WWE l'engage et après avoir atteint la finale du tournoi Mae Young Classic elle remporte à deux reprises le championnat féminin de la NXT.

## Expériences en arts martiaux
Baszler a une ceinture marron en jiu-jitsu brésilien et apprend le catch wrestling auprès de Josh Barnett et Billy Robinson (en).

## Carrière dans les arts martiaux mixtes

### Débuts (2003-2007)
Baszler commence sa carrière à la Reality Cage Fighting, une fédération du Dakota du Sud. Son premier combat notable a lieu le 3 juin 2006 durant un événement organisé par la Mix Fighting Championships. Ce jour-là, elle affronte Amanda Buckner et finit KO après plusieurs coups de poing au 3e round. À l'époque, les arts martiaux mixtes ont une très mauvaise réputation. Des élus républicains de la chambre des représentants du Dakota du Sud ne veulent pas qu'une commission athlétique régule ce sport. Baszler réussit à convaincre l'un des plus influents de ces élus en l'invitant à ses entraînements.

### Elite Xtreme Combat (2007-2008)
Baszler commence à travailler pour la Elite Xtreme Combat (en) (Elite XC) le 27 juillet 2007 où elle bat Jan Finney (en) par soumission en effectuant une clé de bras après moins de trois minutes de combat. Elle fait de même face à Jennifer Tate (en) le 26 octobre après 41 secondes.
Elle continue à rester invaincue dans cette fédération avec une troisième victoire par soumission face à la japonaise Keiko Tamai (en) le 5 avril 2008. Son unique défaite dans cette fédération a lieu le 26 juillet où Cristiane Justino la met KO durant le deuxième round.

### Strikeforce (2009)
Baszler dispute un seul combat à la Strikeforce où elle affronte Sarah Kaufman le 19 juin 2009, elle perd ce combat par décision unanime.

### Freestyle Cage Fighting (2010)
Baszler participe au tournoi FCF Women’s Bantamweight Grand Prix organisé par la Freestyle Cage Fighting. Le 30 janvier 2010, elle élimine Megumi Yabushita par soumission à la fin du premier round pour passer le premier tour. Le 27 mars, elle se qualifie pour la finale après sa victoire par décision unanime face à Alexis Davis.

### Invicta Fighting Championships(2012-2013)
Le 29 mai 2012, l'Invicta Fighting Championships (Invicta FC) annonce que Shayna Baszler va affronter Sara McMann dans le match phare d'Invicta FC 2 le 28 juillet. Le 28 juillet, Baszler perd ce combat par décision unanime dans ce qui est le meilleur combat de cette soirée. Le 15 août, l'Invicta FC annonce les combats d'Invicta FC 3 le 6 octobre où Baszler va se retrouver face à Sarah D'Alelio (en). Le 6 octobre, elle fait jeu égal avec son adversaire dans le premier round avant de la soumettre au début du deuxième round après un étranglement arrière.

### Ultimate Fighting Championship(2013-2015)
Le 15 août 2013, l'Ultimate Fighting Championship dévoile le casting de la saison 18 de The Ultimate Fighter auquel participe Shayna Baszler. Durant le premier épisode de cette émission mêlant télé-réalité et arts martiaux mixtes le 4 septembre, elle est choisie par Ronda Rousey pour intégrer son équipe. Un peu plus tard dans cette émission, elle bat Colleen Schneider en la soumettant avec une clé de bras dès le premier round. La semaine suivante, elle se fait éliminer en quart de finale du tournoi par Julianna Peña à la suite d'un étranglement arrière au deuxième round.
Le 5 mai 2014, l'UFC annonce que Baszler va affronter Bethe Correia le 2 août au cours d'UFC 176. Ce combat est reporté au 30 août à UFC 177 à la suite de l'annulation d'UFC 176. Le 30 août à UFC 177, elle se fait mettre K.O au deuxième round après avoir reçu des coups de poing.
Le 29 janvier 2015, l'UFC annonce que Baszler va affronter Amanda Nunes le 21 mars à UFC Fight Night 62. Durant UFC Fight Night 62, elle perd par K.O technique après un coup de pied à la jambe moins de deux minutes après le début du combat. Le 2 juin, l'UFC met fin au contrat de Baszler.

### Deep Jewels(2017)
En 2017, Baszler décide de lutter au Japon à la Deep Jewels. Le 18 janvier, la Deep Jewels annonce qu'elle va affronter Reina Miura le 25 février à Deep Jewels 15. Ce combat se termine par la défaite par décision unanime de Baszler.

## Carrière de catcheuse

### Circuit Indépendant (2015-2017)
Peu de temps après son renvoi de l'Ultimate Fighting Championship, Baszler commence à apparaître à la Ring of Honor aux côtés de reDRagon (Bobby Fish et Kyle O'Reilly). Le 26 septembre, elle fait ses débuts sur le ring durant un spectacle de la Quintessential Pro Wrestling dans le Nevada,. Ce jour-là, elle perd un match face à Cheerleader Melissa. Moins d'un mois plus tard, elle participe à la tournée aux États-Unis de la World Wonder Ring Stardom, une célèbre fédération japonaise de catch féminin.

### World Wrestling Entertainment (2017-...)

#### Débuts àNXTet double championne de laNXT(2017-2020)
Le 12 septembre 2017, elle perd face à Kairi Sane en finale du tournoi Mae Young Classic.
Le 4 octobre, elle signe officiellement avec la World Wrestling Entertainment.
Le 27 décembre à NXT, elle fait ses débuts dans la brand jaune, en tant que Heel, en attaquant la Japonaise dans le dos avec un Choke.
Le 27 janvier 2018 à NXT TakeOver: Philadelphia, elle ne remporte pas le titre féminin de la NXT, battue par Ember Moon. Après le combat, elle attaque son adversaire.
Le 7 avril à NXT Takeover: New Orleans, elle devient la nouvelle championne de la NXT en prenant sa revanche sur sa même opposante, remportant le titre pour la première fois de sa carrière et son premier titre personnel. Le 16 juin à NXT TakeOver: Chicago II, elle conserve son titre en battant Nikki Cross par soumission. 3 soirs plus tard à United Kingdom Championship Tournament, elle conserve son titre en battant Toni Storm par décompte extérieur.
Le 18 août à NXT TakeOver: Brooklyn 4, elle perd face à Kairi Sane, ne conservant pas son titre et mettant fin à un règne de 133 jours.
Le 28 octobre à Evolution, elle redevient championne de la NXT en prenant sa revanche sur la Japonaise, aidée par des interventions de Jessamyn Duke et Marina Shafir, remportant le titre pour la seconde fois et devenant la première catcheuse à réussir cet exploit. Le 17 novembre à NXT TakeOver: WarGames II, elle conserve son titre en rebattant sa même adversaire dans un 2 Out of 3 Falls match.
Le 26 janvier 2019 à NXT TakeOver: Phoenix, elle conserve son titre en battant Bianca Belair par soumission.
Le 5 avril à NXT TakeOver: New York, elle conserve son titre en battant Bianca Belair, Io Shirai et Kairi Sane dans un Fatal 4-Way match. Le 1er juin à NXT TakeOver: XXV, elle conserve son titre en rebattant Io Shirai par soumission.
Le 10 août à NXT Takeover: Toronto, elle conserve son titre en battant Mia Yim par soumission.
Le 23 novembre à NXT TakeOver: WarGames, l'équipe Baszler (Bianca Belair, Io Shirai, Kay Lee Ray et elle) perd face à celle de Ripley (Rhea Ripley, Candice LeRae, Tegan Nox et Dakota Kai) dans le tout premier WarGames match féminin. Le lendemain aux Survivor Series, elle bat la championne de SmackDown, Bayley et la championne de Raw, Becky Lynch dans un Champion vs. Champion vs. Champion Triple Threat match. Le 18 décembre à NXT, elle perd face à l'Australienne, ne conservant pas son titre et mettant fin à un règne de 416 jours, le plus long de l'histoire du titre féminin de la NXT.

#### Débuts àRaw, rivalité avec Becky Lynch et double championne par équipes de la WWE avec Nia Jax (2020-2021)
Le 26 janvier 2020 au Royal Rumble, elle entre dans le Royal Rumble match féminin en dernière position, élimine Naomi, Beth Phoenix, Toni Storm, Xia Li, Zelina Vega, Shotzi Blackheart, Carmella et Tegan Nox, avant d'être elle-même éliminée en dernière position par la future gagnante, Charlotte Flair. Le 10 février à Raw, elle fait ses débuts en portant à Becky Lynch son Kirifuta Clutch et en la mordant à sang. Le 8 mars à Elimination Chamber, elle devient la nouvelle aspirante n°1 pour le titre féminin de Raw à WrestleMania 36, en battant successivement Sarah Logan, Ruby Riott, Natalya, Liv Morgan et Asuka dans un Elimination Chamber match.
Le 4 avril à WrestleMania 36, elle ne remporte pas le titre féminin de Raw, battue par l'Irlandaise. Le 10 mai à Money in the Bank, elle ne remporte pas la mallette, gagnée par Asuka.
Le 13 juillet à Raw, elle fait son retour dans le show rouge, après deux mois d'absence, en interrompant R-Truth et Akira Tozawa sur le point de s'affronter pour le titre 24/7 de la WWE, tabassant les "ninjas" du Japonais au passage et annonçant son intention de s'élever au sein du roster féminin de Raw. Le 24 août à Raw, elle bat Bayley par disqualification, attaquée par Nia Jax. La Samoane et elle décident finalement de s'allier officiellement afin d'affronter la Golden Role Models pour les titres féminins par équipes de la WWE à Payback. Le 30 août à Payback, les deux femmes deviennent les nouvelles championnes par équipes de la WWE en battant leurs adversaires et remportent les titres pour la première fois de leurs carrières.
Le 22 novembre aux Survivor Series, l'équipe Raw (Lana, Lacey Evans, Peyton Royce et elles) bat celle de SmackDown (Bianca Belair, Ruby Riott, Liv Morgan, Bayley et Natalya) dans un 5-on-5 Traditional Survivor Series Woman's Elimination Tag Team match. Le 20 décembre à TLC, elles perdent face à Asuka et Charlotte Flair, ne conservant pas leurs titres et mettant fin à un règne de 112 jours.
Le 31 janvier 2021 lors du pré-show au Royal Rumble, aidées par les distractions de Lacey Evans et Ric Flair, elles redeviennent championnes par équipe de la WWE en prenant leur revanche sur leurs mêmes adversaires, remportant les titre pour la seconde fois. Plus tard dans la soirée, elle entre dans le Royal Rumble match féminin en 6e position, élimine Naomi, Shotzi Blackheart, Victoria, Torrie Wilson, Lacey Evans et Tamina, avant d'être elle-même éliminée par sa propre partenaire. Le 21 février à Elimination Chamber, elles conservent leurs titres en battant Bianca Belair et Sasha Banks. Le 21 mars à Fastlane, elles conservent leurs titres en rebattant ses mêmes adversaires.
Le 11 avril à WrestleMania 37, elles conservent leurs titres en battant Tamina et Natalya. Le 14 mai à SmackDown, elles perdent le match revanche face à ses mêmes adversaires, ne conservant pas leurs titres et mettant fin à un règne de 103 jours. Le 20 juin à Hell in a Cell, elle perd face à Alexa Bliss.
Le 20 septembre à Raw, elle bat Nia Jax par soumission, mettant ainsi fin à son alliance avec cette dernière. Après le combat, elle la blesse au poignet gauche sur l'escalier en acier.

#### Draft àSmackDown, alliances avec Natalya et Ronda Rousey (2021-2023)
Le 4 octobre à Raw, lors du Draft, elle est annoncée être officiellement transférée à SmackDown par Sonya Deville. Le 21 novembre aux 'Survivor Series, l'équipe SmackDown, dont elle fait partie, perd face à celle de Raw dans un Women's 5-on-5 Traditional Survivor Series Elimination Tag Team match.
Le 29 janvier 2022 au Royal Rumble, elle entre dans le Women's Royal Rumble match en dernière position, mais se fait éliminer par Charlotte Flair. Le 11 mars à SmackDown, elle s'allie officiellement avec Natalya, mais les deux femmes perdent face à Naomi et Sasha Banks.
Le 3 avril à WrestleMania 38, elles ne remportent pas les titres féminins par équipes de la WWE, battues par leurs mêmes adversaires dans un Fatal 4-Way Tag Team match qui inclut également Carmella, Queen Zelina, Liv Morgan et Rhea Ripley.
Le 3 septembre à Clash at the Castle, elle ne remporte pas le titre féminin de SmackDown, battue par Liv Morgan.
Le 28 octobre à SmackDown, elle met fin à son alliance avec la Canadienne, car elle se retourne contre cette dernière et en forme officiellement une avec sa meilleure amie Ronda Rousey.
Le 28 janvier 2023 au Royal Rumble, elle entre dans le Women's Royal Rumble match en 5e position, mais se fait éliminer par Damage CTRL (Bayley, Dakota Kai et IYO SKY).
Le 2 avril à WrestleMania 39, Ronda Rousey et elle battent Liv Morgan, Raquel Rodriguez, Natalya, Shotzi, Chelsea Green et Sonya Deville par soumission dans un Women's WrestleMania Showcase Fatal 4-Way Tag Team match.

#### Retour àRaw, triple championne par équipes de la WWE, rivalité avec Ronda Rousey et alliance avec Zoey Stark (2023-...)
Le 1er mai à Raw, lors du Draft, elles sont annoncées être officiellement transférées au show rouge par Eric Bischoff. Le 29 mai à Raw, elles deviennent les nouvelles championnes par équipes de la WWE en battant Raquel Rodriguez, Shotzi, Damage CTRL (Bayley et IYO SKY), Chelsea Green et Sonya Deville dans un Fatal 4-Way Tag Team match. Elle remporte les titres pour la troisième fois, tandis que se partenaire les remporte pour la première fois de sa carrière et, de ce fait, devient également la 8e Triple Crown Champion. Le 23 juin à SmackDown, elles deviennent les nouvelles championnes par équipes de NXT en battant Alba Fyre et Isla Dawn par soumission, remportent les titres pour la première fois de leurs carrières et unifient les quatre ceintures.
Le 1er juillet à Money in the Bank, elles ne conservent pas leurs ceintures, battues par Raquel Rodriguez et Liv Morgan, ce qui met fin à un règne de 33 jours. Pendant le combat, elle effectue un Face Turn, car elle se retourne contre sa désormais ex-partenaire en la tabassant et en lui portant un Sleeper avant d'abandonner le match. Le 5 août à SummerSlam, elle bat son ancienne meilleure amie dans un MMA Rules match. Le 18 septembre à Raw, elle forme officiellement une alliance avec Zoey Stark et ensemble, les deux catcheuses battent Chelsea Green et Piper Niven.
Le 4 novembre à Crown Jewel, elle ne remporte pas le titre mondial féminin, battue par Rhea Ripley dans un Fatal 5-Way match qui inclut également Nia Jax, Raquel Rodriguez et Zoey Stark.
Le 1er janvier 2024 à Raw Day 1, sa coéquipière et elle effectuent un Heel Turn, puis battent Natalya et Tegan Nox. Le 27 janvier au Royal Rumble, elle entre dans le Women's Royal Rumble match en 23e position, élimine Zelina Vega (aidée de Zoey Stark) avant d'être elle-même éliminée par Nia Jax.
Le 9 juin à NXT Battleground, elle perd face à Lola Vice dans un NXT Underground match.
Le 8 juillet à Raw, Zoey Stark et elle forment officiellement un trio avec Sonya Deville et ensemble, les trois catcheuses attaquent Damage CTRL (Dakota Kai, IYO SKY et Kairi Sane).

## Vie privée
Elle est bisexuelle et a fait son coming-out en 2013.

## Palmarès

### En arts martiaux mixtes
- Freestyle Cage Fighting
  - FCF Women's Bantamweight Grand Prix Championship (1 fois)
- Invicta FC
  - Fight of the Night (2 fois) vs. Sara McMann, Alexis Davis
- The Cage Inc.
  - TCI Women's 140 lbs Championship (1 fois, première)

| 26 combats     | 15 victoires | 11 défaites |
| Par KO         | 0            | 5           |
| Par soumission | 14           | 3           |
| Sur décision   | 1            | 3           |

| Résultat | Record | Adversaire             | Méthode                                     | Événement                                      | Date             | Round | Temps | Lieu                       | Notes |
| -------- | ------ | ---------------------- | ------------------------------------------- | ---------------------------------------------- | ---------------- | ----- | ----- | -------------------------- | ----- |
| Défaite  | 15-11  | Reina Miura            | Décision unanime                            | Deep - Jewels 15                               | 25 février 2017  | 2     | 5:00  | Tokyo                      |       |
| Défaite  | 15-10  | Amanda Nunes           | KO technique (coup de pied à la jambe)      | UFC Fight Night 62 - Maia vs. LaFlare          | 21 mars 2015     | 1     | 1:56  | Rio de Janeiro             |       |
| Défaite  | 15-9   | Bethe Correia          | KO technique (coups de poing)               | UFC 177 - Dillashaw vs. Soto                   | 30 août 2014     | 2     | 1:56  | Sacramento                 |       |
| Défaite  | 15-8   | Alexis Davis           | Soumission technique (étranglement arrière) | Invicta FC 4: Esparza vs. Hyatt                | 5 janvier 2013   | 3     | 0:58  | Kansas City (Kansas)       |       |
| Victoire | 15-7   | Sarah D'Alelio (en)    | Soumission (étranglement arrière)           | Invicta FC 3: Penne vs. Sugiyama               | 6 octobre 2012   | 2     | 0:37  | Kansas City (Kansas)       |       |
| Défaite  | 14-7   | Sara McMann            | Décision unanime                            | Invicta FC 2: Baszler vs. McMann               | 28 juillet 2012  | 3     | 5:00  | Kansas City (Kansas)       |       |
| Victoire | 14-6   | Elaina Maxwell (en)    | Soumission (clé de genou)                   | The Cage Inc.: Battle At The Border 7          | 19 novembre 2010 | 1     | 4:03  | Hankinson (Dakota du Nord) |       |
| Victoire | 13-6   | Adrienna Jenkins (en)  | Soumission (clé de bras)                    | Freestyle Cage Fighting 43                     | 12 juin 2010     | 1     | 2:12  | Shawnee (Oklahoma)         |       |
| Victoire | 12-6   | Alexis Davis           | Décision unanime                            | Freestyle Cage Fighting 40                     | 27 mars 2010     | 1     | 2:12  | Shawnee (Oklahoma)         |       |
| Victoire | 11-6   | Megumi Yabushita (en)  | Soumission (Twister)                        | Freestyle Cage Fighting 39                     | 30 janvier 2010  | 1     | 4:50  | Shawnee (Oklahoma)         |       |
| Défaite  | 10-6   | Sarah Kaufman          | Décision unanime                            | Strikeforce Challengers: Villasenor vs. Cyborg | 19 juin 2009     | 3     | 5:00  | Kent (Washington)          |       |
| Défaite  | 10-5   | Cristiane Justino      | KO technique (coups de poing)               | EliteXC: Unfinished Business                   | 26 juillet 2008  | 2     | 2:48  | Stockton (Californie)      |       |
| Victoire | 10-4   | Keiko Tamai            | Soumission (Twister)                        | ShoXC: Elite Challenger Series                 | 5 avril 2008     | 1     | 2:25  | Friant (Californie)        |       |
| Victoire | 9-4    | Jennifer Tate (en)     | Soumission (clé de bras)                    | ShoXC: Elite Challenger Series                 | 26 octobre 2007  | 1     | 0:44  | Santa Ynez (Californie)    |       |
| Victoire | 8-4    | Jan Finney (en)        | Soumission (clé de bras)                    | ShoXC: Elite Challenger Series                 | 27 juillet 2007  | 1     | 2:40  | Santa Ynez (Californie)    |       |
| Victoire | 7-4    | Samantha Anderson      | Soumission (kimura)                         | NFF: The Breakout                              | 10 mars 2007     | 1     | 1:00  | Minneapolis (Minnesota)    |       |
| Défaite  | 6-4    | Tara LaRosa (en)       | KO technique (coups de poing)               | BodogFight: Costa Rica                         | 18 février 2007  | 2     | 3:15  | Costa Rica                 |       |
| Victoire | 6-3    | Roxanne Modafferi (en) | Soumission (hammerlock)                     | MARS: BodogFight                               | 4 octobre 2006   | 1     | 1:08  | Tokyo                      |       |
| Défaite  | 5-3    | Amanda Buckner         | KO technique (coups de poing)               | MFC: USA vs Russia 3                           | 3 juin 2006      | 3     | 3:03  | Atlantic City (New Jersey) |       |
| Victoire | 5-2    | Julie Kedzie (en)      | Soumission (clé de bras)                    | Freestyle Combat Challenge 22                  | 18 mars 2006     | 1     | NC    | Racine (Wisconsin)         |       |
| Défaite  | 4-2    | Amanda Buckner         | Soumission (clé de bras)                    | Ring of Fire 20: Elite                         | 10 décembre 2005 | 1     | 4:28  | Castle Rock (Colorado)     |       |
| Victoire | 4-1    | Cindy Romero           | Soumission (coups de poing)                 | UCS: Battle At The Barn 9                      | 7 mai 2005       | 1     | NC    | Rochester (Minnesota)      |       |
| Victoire | 3-1    | Heather Lobs           | Soumission (étranglement)                   | Jungle Madness 2                               | 17 janvier 2005  | 1     | 1:51  | Minnesota                  |       |
| Défaite  | 2-1    | Kelly Kobold           | Soumission (coups de poing)                 | Reality Cage Fighting                          | 15 mai 2004      | 2     | 2:20  | Dakota du Sud              |       |
| Victoire | 2-0    | Christy Zimmerman      | Soumission (clé de bras)                    | Reality Cage Fighting                          | 14 novembre 2003 | 1     | NC    | Dakota du Sud              |       |
| Victoire | 1-0    | Tina Johnson           | Soumission (clé de bras)                    | Reality Cage Fighting                          | 31 octobre 2003  | 1     | 1:20  | Dakota du Sud              |       |

### En catch
- Absolute Intense Wrestling
  - AIW Women's Championship (1 fois)

- DDT Pro-Wrestling
  - Ironman Heavymetalweight Championship (1 fois)

- New Horizon Pro Wrestling
  - IndyGurlz Australian Championship (1 fois)

- - Global Conflict Shield Tournament (2017)
- Premier Wrestling

- - Premier Women's Championship (1 fois)
- Quintessential Pro Wrestling

- - QPW Women's Championship (1 fois)

- World Wrestling Entertainment
  - 2 fois championne de la NXT
  - 3 fois championne par équipe de la WWE - 2 fois avec Nia Jax et 1 fois avec Ronda Rousey
  - 1 fois championne par équipe de la NXT avec Ronda Rousey (dernières)
  - Vainqueure du Elimination Chamber (2020)
  - NXT Year-End Award (1 fois) :
    - Catcheuse de l'année (2019)

## Récompenses des magazines
- Pro Wrestling Illustrated

| Année | 2016 | 2017 | 2018 | 2019 | 2020 | 2021 | 2022 | 2023 | 2024 |
| ----- | ---- | ---- | ---- | ---- | ---- | ---- | ---- | ---- | ---- |
| Rang  | 40   | 12   | 6    | 4    | 13   | 62   | 94   | 58   | 46   |